# Aeropuerto Capitán Oriel Lea Plaza
El Aeropuerto Capitán Oriel Lea Plaza (IATA TJA, ICAO SLTJ) es un aeropuerto de la ciudad boliviana de Tarija. Este aeropuerto es utilizado para vuelos tanto civiles como militares. Fue nombrado en honor al capitán de aviación Oriel Lea Plaza el 20 de julio de 1944, quien combatió en la Guerra del Chaco y falleció el 31 de marzo de 1943 en un vuelo de entrenamiento en un Curtiss-Wright CW-22 en La Paz.

## Historia
El aeropuerto ya existía antes de la Guerra del Chaco. Era uno de los primeros destinos de la entonces línea aérea estatal Lloyd Aéreo Boliviano, que fue fundada en 1925. Para entonces existían dos pistas de aterrizaje con un largo de 2000 metros y 1220 metros. Durante la Guerra del Chaco el Aeropuerto de Tarija fue una importante base aérea para la IV Brigada Aérea de la Fuerza Aérea Boliviana. Un uso comercial del aeropuerto no existía durante ese tiempo.
El 15 de octubre de 1958 se accidentó un Douglas C47A-DL del TAM – Transporte Aéreo Militar, que se encontraba en un vuelo chárter desde la base militar Fortín (Provincia Campero) hacia la ciudad de Tarija.  Se estrellaron cerca de Villamontes, en el Departamento de Tarija contra un cerro. Los 17 tripulantes y los tres miembros de la tripulación murieron.
La terminal aérea comenzó su construcción el año 1969, la cual entre 1977 y 1980 estuvo cerrada. La terminal fue renovada a mediados de la década de los 80.
En 2023, se aprobó un préstamo de 60 millones de dólares para la ampliación, mejoramiento de pista, accesos, controles y rutas del aeropuerto. 

## Accesos
Se puede acceder al aeropuerto desde la ciudad tomando Taxis de cualquier empresa. También se puede tomar el Colectivo (micro o autobús público) de la línea "A", que lleva hacia el Centro de la ciudad.

## Destinos y Aerolíneas
Actualmente se ofrecen vuelos sólo a destinos nacionales. Existen conexiones directas hacia Cochabamba , Santa Cruz de la Sierra, La Paz, Sucre, Trinidad (vía Santa Cruz de la Sierra) y hacia Yacuiba.

### Destinos nacionales
| Aerolíneas            | Destinos                                                    |
| --------------------- | ----------------------------------------------------------- |
| Boliviana de Aviación | Cochabamba, La Paz, Santa Cruz de la Sierra, Sucre, Yacuiba |
| Ecojet S.A.           | Cochabamba, Santa Cruz de la Sierra, Sucre                  |
| TAMep                 | Cochabamba                                                  |